# Karl Wäschle
Karl Wäschle (* 24. Dezember 1922 in Ravensburg; † 7. August 2014 ebenda) war ein baden-württembergischer Kommunalpolitiker der CDU. Er war von 1966 bis 1987 Oberbürgermeister der Stadt Ravensburg.

## Leben
Karl Wäschle wurde 1940 zur Kriegsmarine eingezogen. Er wurde als U-Boot-Fahrer eingesetzt. Von 1945 bis 1950 studierte er Rechtswissenschaften in Tübingen. Nach dem Krieg war Wäschle zehn Jahre  Referent im Kultusministerium.
1966 wurde er als Nachfolger von Albert Sauer zum Ravensburger Oberbürgermeister gewählt. 1973 wurde er zum Verbandsvorsitzenden des Regionalverbandes Bodensee-Oberschwaben gewählt.
In Wäschles Amtszeit fallen der Abriss historischer Bausubstanz durch Kaufhaus- und Parkhausbauten in der Ravensburger Adlerstraße, wie auch die Renovierung des Konzerthauses und die Anfänge der denkmalgerechten Sanierung der Ravensburger Altstadt, die Errichtung eines Einkaufszentrums am Gänsbühl, die Einrichtung von Fußgängerzonen und die Schließung des zentralen Marienplatzes für den Durchgangsverkehr.
Wäschle wurde nach seinem Ausscheiden als Oberbürgermeister 1987 die Ehrenbürgerwürde der Stadt Ravensburg verliehen.
Der Kreisverband Ravensburg der Europa-Union Deutschland würdigte im Jahr 2005 die Leistungen seines langjährigen Vorsitzenden mit der Ernennung zum Ehrenvorsitzenden und die Europa-Union Deutschland mit der Verleihung der Europa-Union-Nadel in Gold in Anerkennung für Verdienste um die Europa-Union Deutschland.
Der Künstler Raimund Wäschle war sein Sohn.

## Ehrungen
- 1983: Verdienstkreuz am Bande der Bundesrepublik Deutschland
- 1987: Verdienstkreuz 1. Klasse der Bundesrepublik Deutschland

## Schriften
- 20 Jahre für Ravensburg: Ein OB erinnert sich. In: Ravensburg. Ansichten und Profile. Oberschwäbische Verlagsanstalt, Ravensburg 1987, ISBN 3-926891-00-9, S. 83–91
- Alassinische Notizen. Erinnerungen eines Ravensburger Oberbürgermeisters. Oberschwäbische Verlagsanstalt, Ravensburg 1988, ISBN 3-926891-07-6 (der Titel bezieht sich auf Wäschles langjährigen Urlaubsort Alassio)